# La Grava (comarca)
La Grava, (en occità: La Grava, en francès: Les Graves) és un parçan o comarca d'Occitània situat a la Guiena. La seva capital és la ciutat de Bordeus. En segon terme, destaca la vil·la de Podençac.
Segons la proposta de divisió territorial d'Occitània del diari Jornalet, basada en l'obra de Frederic Zégierman Le Guide des pays de France, La Grava estaria ubicada a la regió de la Guiena, subregió de Bordelès.
Oficialment, les comunes de La Grava estan adscrites administrativament al departament francès de la Gironda (nord-est), a la regió administrativa de Nova Aquitània.